# Tanfordübergang
Der Tanfordübergang (engl. Tanford transition) bezeichnet in der Biochemie eine Änderung der Proteinfaltung, genauer um eine Verschiebung der Konformation des Turns eines β-Faltblatts von E zu F im Protein Lactoglobulin.

## Eigenschaften
Im Jahr 1959 entdeckte Charles Tanford (1921–2009) durch Titrationen bei einem pH-Wert von 7,5 eine reversible
Konformationsänderung des Lactoglobulins. Lactoglobulin gehört zu den Lipocalinen und besitzt mit einer Länge von 162 Aminosäuren die Proteinstruktur eines β-barrels aus acht β-Faltblättern. Für die Verschiebung verantwortlich ist die Aminosäure Glutaminsäure an der Position 89 (kurz E89 oder Glu89). Diese besitzt einen ungewöhnlich hohen pKs-Wert von 7,4. Im deprotonierten Zustand der Säure (bei höheren pH-Werten) ist der Turn nach hinten gelagert und gibt einen Weg zum Inneren des Fasses bzw. Kelches frei. Unterhalb des Tanfordübergangs wird Glutaminsäure 89 über die Wasserstoffbrücke zu Serin 116 nach „unten“ über den Kelch gedrückt, wodurch der Kelch verschlossen wird. Im deprotonierten Zustand von Glu89 erfolgt eine Änderung des GH-Turns, anschließend bricht die Wasserstoffbrückenbindung auseinander, der EF-Turn klappt nach hinten und ist im Vergleich zum Kelch exponiert. In diesem Zustand ist Lactoglobulin in der Lage, in der hydrophoben Tasche im Inneren des Kelchs die hydrophoben Liganden zu binden.